# Golub GetHouse
Golub GetHouse ist eine amerikanisch-zypriotisch-polnische Unternehmensgruppe, die sich als Entwickler von Gewerbe- und Wohnimmobilien betätigt. Ursprünglich in Chicago aktiv (z. B. The Bristol, Delaware Place und 680 North Lake Short Drive), stiegen Tochtergesellschaften dieser Gruppe ab den 1990er Jahren auch in Polen (vorwiegend in Warschau) und in Russland (St. Petersburg) in die Immobilienentwicklung ein.

## Polen
Die polnische Tochtergesellschaft Golub GetHouse Sp.z o.o. errichtete als (Co-)Entwickler mithilfe verschiedener Zweckgesellschaften teilweise stadtbildprägende Gebäude in Warschau. Dazu gehören das Warsaw Financial Center und der Mennica Legacy Tower. Weitere realisierte Bürogebäude in Warschau sind das International Business Center Warsaw (Armii Ludowej 14), das Warsaw Corporate Center (Emilii Plater 28) sowie das Prime Corporate Center (Grzybowska 78). Im Wohnbausegment entstanden der Oligo Park in Pruszków (B. Prusa 43) und Point 48 (Czapelska 48), ebenfalls in Warschau.

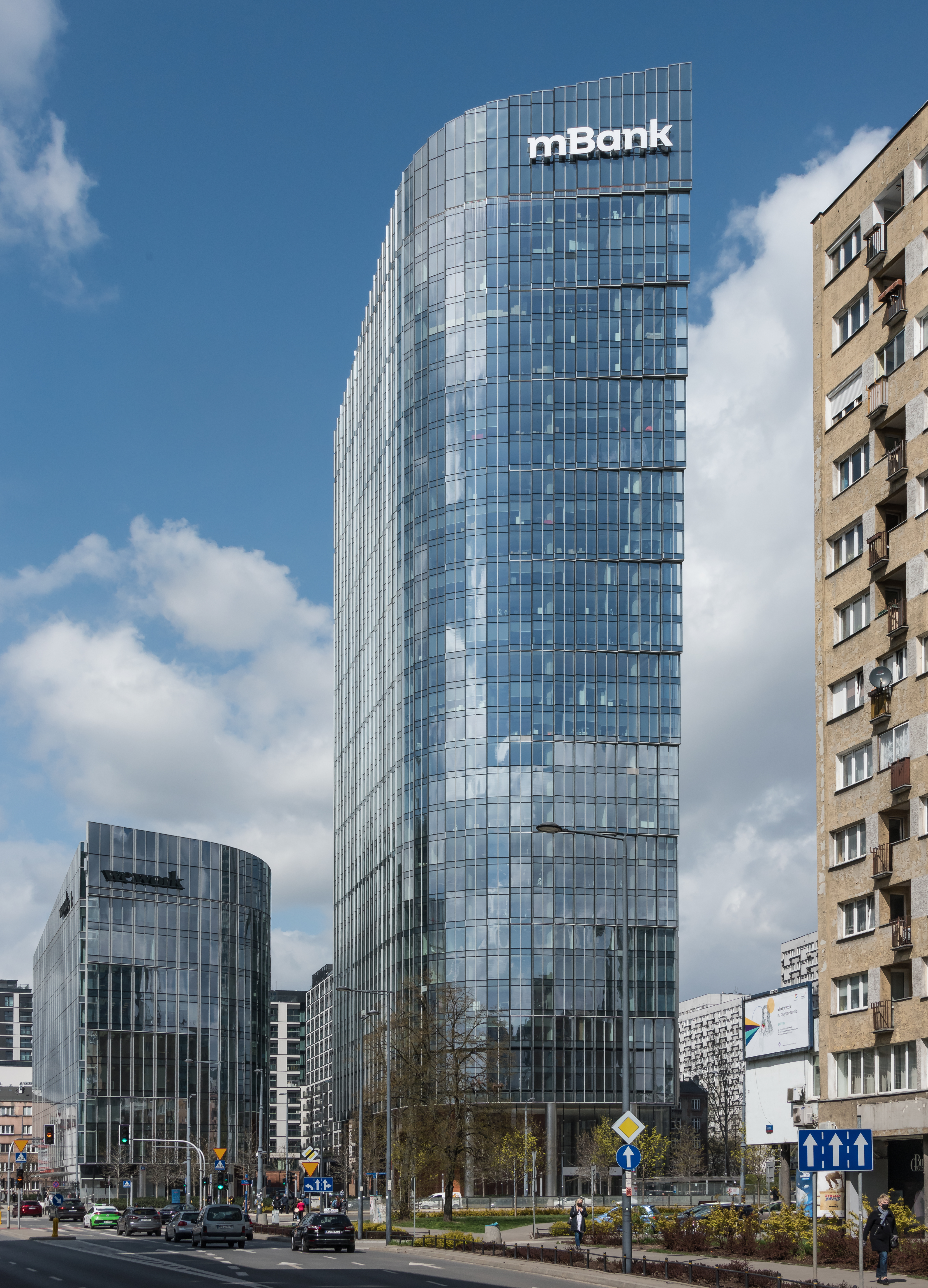
Mennica Legacy Tower, Warschau
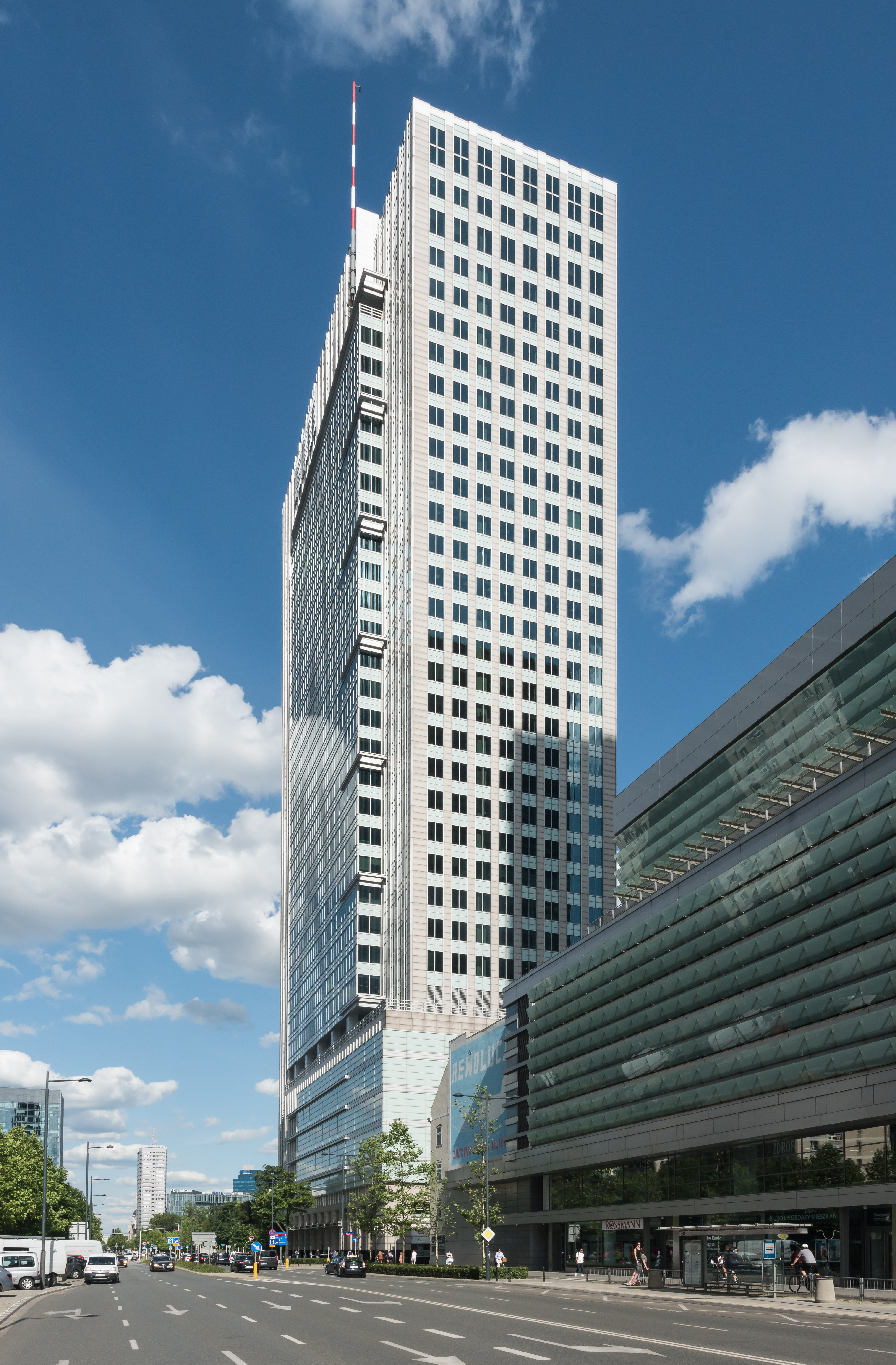
Warsaw Financial Center
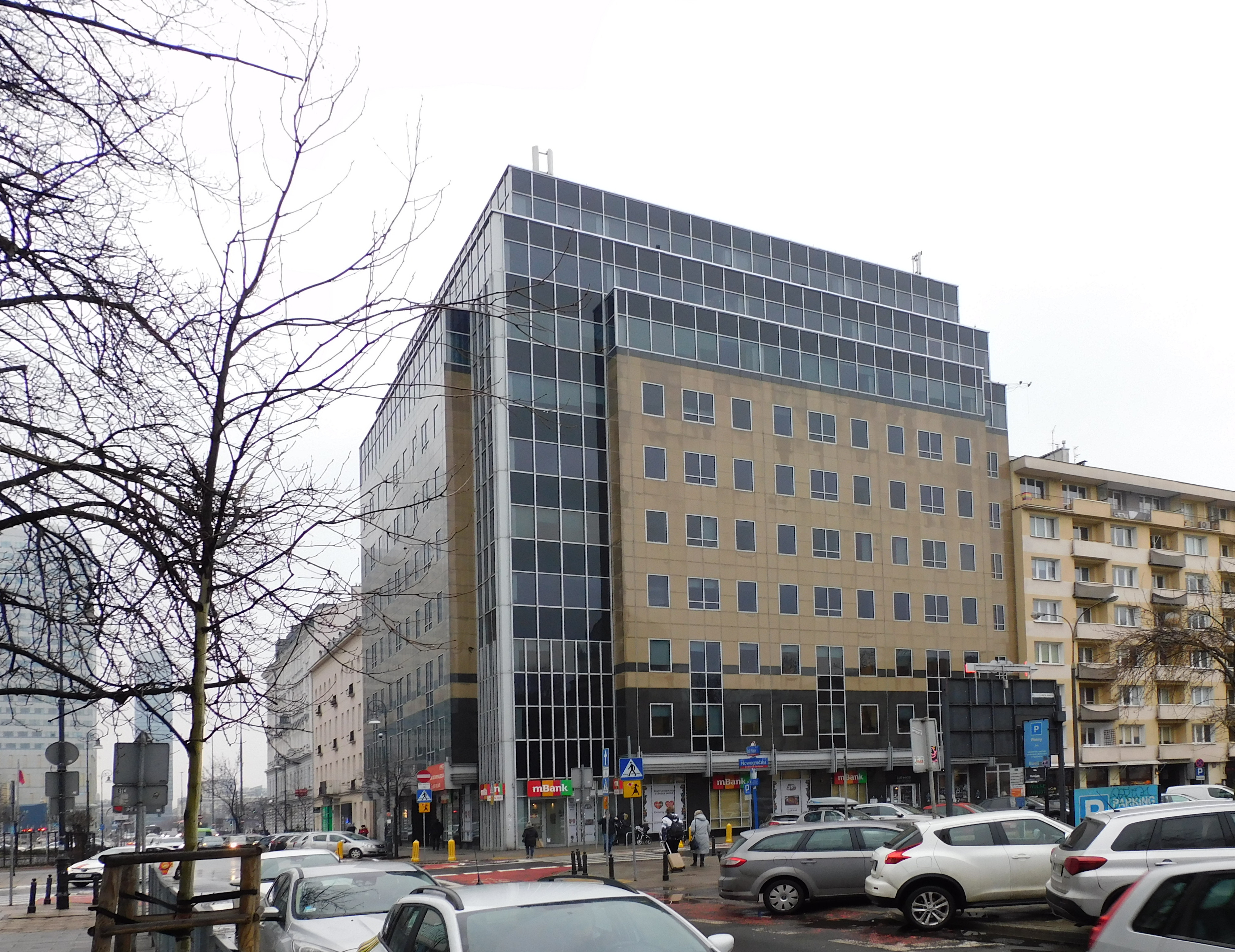
Warsaw Corporate Center
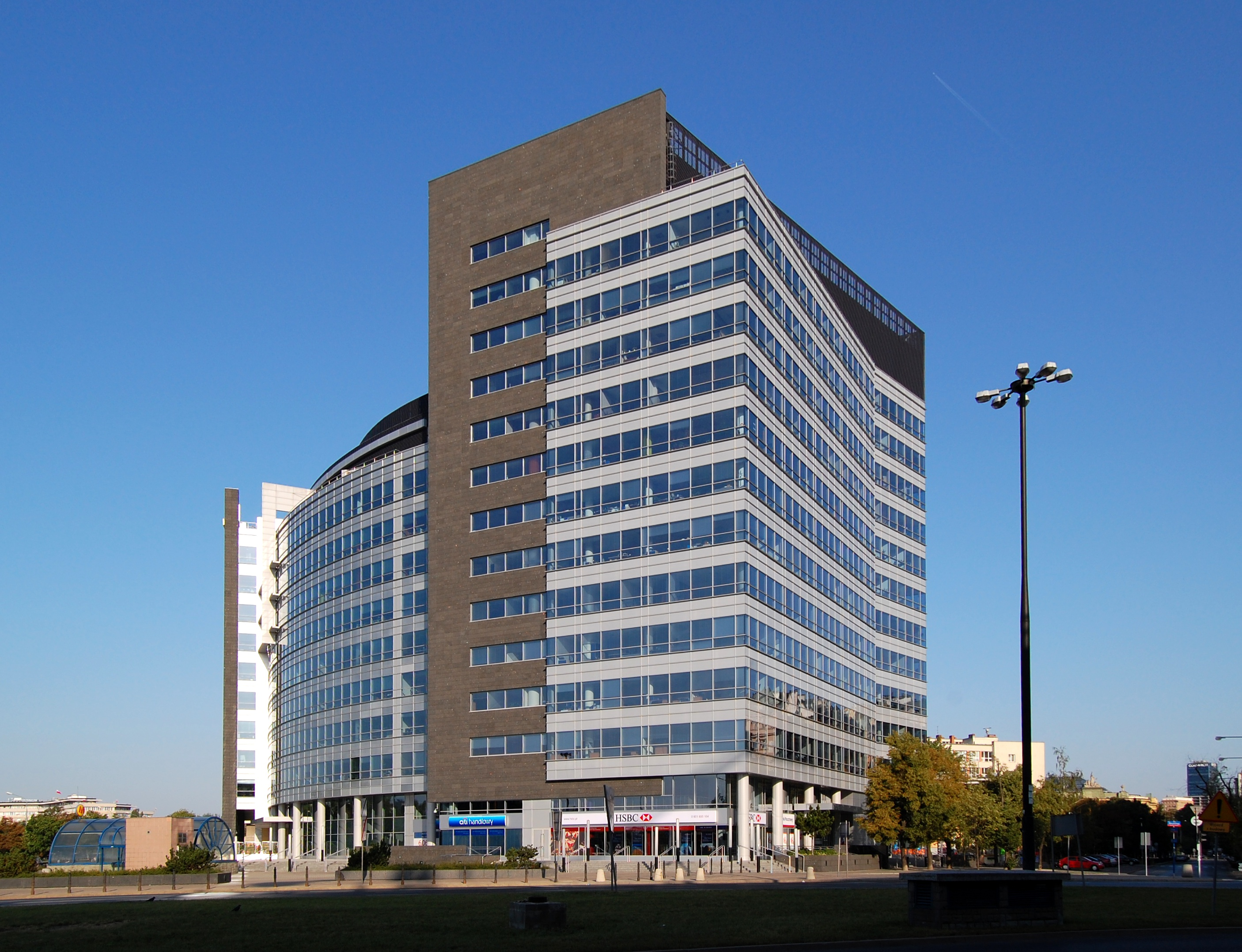
International Business Center, Warschau
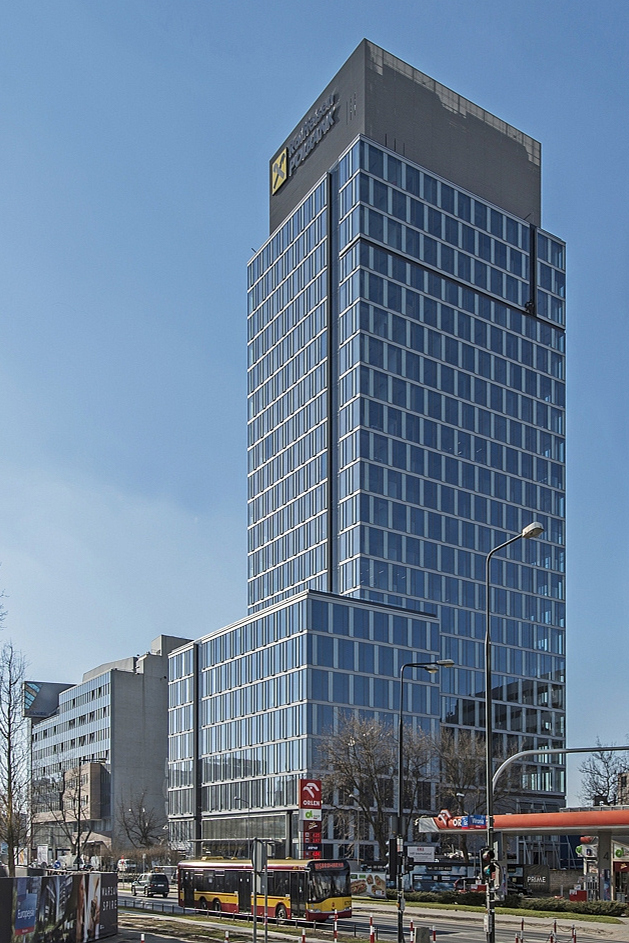
Prime Corporate Center, Warschau

## Vorwürfe
Zur Realisierung der Errichtung des Mennica Legacy Towers in den Jahren 2016 bis 2020 legte Golub GetHouse eine Anleihe in Höhe von 100 Millionen Złoty auf. Diese Anleihe wurde nach Abschluss der Bauarbeiten nicht, wie vereinbart, an die Gläubiger (mehrere Hundert Kleinanleger) zurückgezahlt. In Folge kam es zu Vorwürfen der Veruntreuung, der Geldwäsche sowie Verstößen gegen Melde- und Veröffentlichungspflichten. Die Staatsanwaltschaft Warschau ermittelt seit dem Jahr 2024 gegen die verantwortlichen Manager von Golub GetHouse. Auch bezüglich der Rückzahlung einer Golub-Gethouse-Anleihe für den Erwerb eines Grundstückes in der Warschauer Jagiellońska-Straße und der dort geplanten Errichtung eines Studentenwohnheimes wird seit 2024 vor Gericht verhandelt.